# Carole Shelley
Carole Augusta Shelley (* 16. August 1939 in London; † 31. August 2018 in New York City) war eine britisch-amerikanische Schauspielerin.

## Leben und Karriere
Carole Shelley wurde in London als Tochter eines deutschen Vaters und einer russischen Mutter geboren, beide Eltern waren jüdischen Glaubens. Shelley begann ihre Schauspielkarriere in England und spielte auch kleinere Rollen in Film und Fernsehen, ohne allerdings größere Aufmerksamkeit zu erzielen. Sie siedelte Mitte der 1960er-Jahre in die Vereinigten Staaten über, wo sie den Rest ihres Lebens tätig war. Hier erreichte sie erste Bekanntheit durch ihre Rolle in The Odd Couple, die sie zunächst am Broadway, dann in der Verfilmung mit Jack Lemmon und Walter Matthau sowie schließlich in der gleichnamigen Fernsehserie spielte. Gemeinsam mit Monica Evans verkörperte sie in Film und Serie ein attraktives Schwesternpaar aus der Nachbarschaft. Bei den Disney-Filmen Aristocats, Robin Hood und Hercules war sie als Sprecherin in der englischen Originalfassung zu hören.
Shelley übernahm in den folgenden Jahrzehnten zwar einige Nebenrollen in Film und Fernsehen, konzentrierte sich aber hauptsächlich auf ihre Bühnenkarriere. 1979 wurde Shelley für ihre Darstellung der Theaterschauspielerin Madge Kendal in dem Stück The Elephant Man mit dem Tony Award als Beste Hauptdarstellerin ausgezeichnet. Im Jahr 2003 war sie in der Uraufführung des Musicals Wicked – Die Hexen von Oz in der Rolle der Madame Morrible zu sehen. Für ihre Darstellung der dementen Großmutter in dem Bühnenmusical Billy Elliot erhielt sie 2009 eine erneute Nominierung für den Tony Award.
Carole Shelley starb im August 2018 im Alter von 79 Jahren an einer Krebserkrankung.

## Filmografie (Auswahl)
- 1949: Haus der Sehnsucht (Give Us This Day)
- 1949: The Cure for Love
- 1956: Wie herrlich, jung zu sein (It's Great to Be Young!)
- 1961: Nicht so toll, Süßer (Carry On Regardless)
- 1961: Mit Schirm, Charme und Melone (The Avengers, Fernsehserie, Folge 1x22)
- 1963: Ist ja irre – diese müden Taxifahrer (Carry On Cabby)
- 1968: Ein seltsames Paar (The Odd Couple)
- 1968: Der Frauenmörder von Boston (The Boston Strangler)
- 1969: Ein Trottel kommt selten allein (Some Kind of a Nut)
- 1970: Aristocats (The Aristocats, Stimme von Amelia)
- 1970: Männerwirtschaft (The Odd Couple, Fernsehserie, 4 Folgen)
- 1973: Robin Hood (Stimme von Lady Kluck)
- 1986: Die Whoopee Boys (The Whoopey Boys)
- 1986: Spenser (Spenser: For Hire, Fernsehserie, Folge 2x01)
- 1988: Die Bill Cosby Show (The Cosby Show, Fernsehserie, Folge 5x09)
- 1991: Little Noises
- 1991: Ein Vermieter zum Knutschen (The Super)
- 1992: Devlin – Blutige Intrige (Devlin, Fernsehfilm)
- 1994: Quiz Show
- 1994: Willkommen in Wellville (The Road to Wellville)
- 1997: Aus dem Dschungel, in den Dschungel (Jungle 2 Jungle)
- 1997: Hercules (Stimme von Lachesis)
- 1998: Hercules (Fernsehserie, 3 Folgen, Stimme von Lachesis)
- 1998: Frasier (Fernsehserie, Folge 6x10)
- 1999: Hercules: Zero to Hero (Stimme von Lachesis)
- 2000: Law & Order: Special Victims Unit (Fernsehserie, Folge 1x21)
- 2000: Labor Pains – Ausgerechnet ein Baby (Labor Pains)
- 2002: Third Watch – Einsatz am Limit (Third Watch, Fernsehserie, Folge 3x13)
- 2005: Verliebt in eine Hexe (Bewitched)
- 2009: The Queen of Greenwich Village (Kurzfilm)